# 大阪府立四條畷高等学校
大阪府立四條畷高等学校（おおさかふりつ しじょうなわて こうとうがっこう、英: Osaka Prefectural Shijonawate High School）は大阪府四條畷市雁屋北町に所在する公立高等学校。

## 概要
旧制四條畷中学校として1903年に創立した。新制高等学校への移行で大阪府立四條畷高等学校になった。
全日制課程には従来は普通科を設置していたが、2011年度入学生より文理学科が併設された。普通科は2017年度入学生を最後に募集停止し、2018年度入学生より文理学科に一本化されている。またかつては夜間定時制課程も設置されていたが、定時制課程は2008年度に閉課程となっている。
略称は「畷高（なわこう）」。当用漢字の採用以降、条例上は「四条畷」表記であったが、2003年の大阪府議会で表記変更の条例が可決され、所在地の四條畷市とともに「四條畷」表記に戻された。
校舎の老朽化が進んでいたが、1993年から体育館の改築、新理科棟の建設、校舎（本館・新館・新新館）の改修、グラウンド改修が順次行われ、2007年に完了した。2005年には本館校舎が、「質実剛健」を旨としたモダニズム色の強い昭和初期学校建築の好事例とされ、国の登録有形文化財として登録された。
校風は「自主・自律・自由」を基調とし、制服に代わる標準服があるものの、私服による登校が認められており、携帯電話の持ち込みも禁止されていない。生徒会活動が盛んで、「畷高祭」（文化祭）や体育祭などの行事は生徒会の主導で実施される。
目標別クラス編成による少人数展開授業（2年生数学、3年生英語）や、土曜日・夏季休業中の補習を実施。また、各界で活躍の卒業生による講演会（＝飯盛セミナー：近隣の「飯森山」にちなむ）を年1、2回実施したり、大学のオープンキャンパスへの積極参加を生徒に促したりしている。
同窓会は「楠葉会（なんようかい）」と呼ばれる。80周年記念事業として同窓会などが「財団法人楠葉尚学会」を設立し、奨学金制度も発足した。また、同尚学会により四條畷市の複合レクリエーション施設・緑の文化園内に「青少年交流センター（楠葉ロッジ）」が建設され、各種会合・研修等に利用されている。
敷地内のほとんどが雁屋遺跡に含まれている。そのため、新校舎建設や校舎改築に伴う発掘調査では、弥生時代の遺構や土器などが多数出土した。出土品の一部は100周年記念館「楠葉館」の中で展示されている。

## 沿革

### 開校の経緯
学校所在地の四條畷（当時、北河内郡甲可村）では、明治政府が楠木正成を忠君愛国の象徴として神格化したこともあり、「正成ゆかりの甲可村で指導的人物の育成を図るべき」として大阪府師範学校の誘致を計画した。しかし財政面などから誘致を断念することになり、中学校（旧制中学校）誘致運動へと切り替えた。
大阪府は1901年、中学校令施行細則により、大阪市に近接する東成郡・西成郡および堺市に近接する泉北郡を除いて、各郡に中学校を1校ずつ設置する方針を固めた。この方針により、中学校未設置だった豊能郡と北河内郡にも中学校が新設されることとなった。
北河内郡では郡役所所在地の枚方町も中学校設置候補地にあがった。しかし甲可村は、楠木正成の子楠木正行をまつる四條畷神社が鎮座する地でもあることが考慮された。また現在の京阪本線は当時開業前だったため大阪方面との交通の利便性は関西鉄道（現在の片町線）が通る甲可村のほうが良かったという条件も加味され、甲可村への中学校設置が決定した。
1901年7月6日に大阪府立四條畷中学校の設置が告示され、1903年4月から甲可村大字南野444番地（現在地）での開校が決定した。1903年2月12日より開校準備事務を開始し、同年4月16日に入学式を実施した。翌4月17日より授業を開始している。
ところが1905年になると、かねてより過密が指摘されていた大阪市内の府立中学校3校（北野・天王寺・市岡）の入学難が顕著化した。大阪府は、大阪市内中学校の過密化や入学難への対策として、大阪市内に4校目の新設中学校を設置する方針を決めた。その一方で、当時の大阪府は日露戦争を挟んで財政難に陥っていた背景があり、新設中学校の設置・運営予算を捻出するために、郡部にあった池田中学校と四條畷中学校のどちらか1校を廃校とした上で、その予算を回すこととした。
当初は立地の辺鄙さから四條畷中学校が廃校するとみられていて、学校関係者は廃校を見越した動きを取っていた。しかし忠君愛国教育に関連した事情のほかに、生徒の地元比率が高かった四條畷中学校と比べ、兵庫県をはじめ他府県の生徒が過半を占めていた池田中学校の存続に府会が難色を示したこと、さらには、北河内郡が断念した師範学校の誘致で優位に立てるとの豊能郡池田町による行政判断などから、池田中学校が廃校となり、四條畷中学校の廃校は免れた。

### 鉄筋コンクリート校舎の建築
1930年代になると、従来の木造校舎が老朽化したため鉄筋コンクリート校舎への改築が議論され、1932年度・1933年度にかけて改築予算が付いた。
校舎建築工事に着工した矢先の1934年9月21日、室戸台風で講堂・雨天体操場が倒壊し、教室が半壊する被害を受けた。当時生徒や教職員が校内にいたが、人的被害はなかった。
台風からの復旧もかねて校舎建設工事が急がれ、1936年12月に鉄筋コンクリート造の白色に塗られた3階建ての校舎が竣工している。
このときに建築された鉄筋コンクリート校舎は、玄関まわりの庇、円柱、丸窓の意匠、室内廊下のアーチ型梁形などに特徴があるとされ、質実堅牢を旨としたモダニズム色が強いとされ、2005年には国の有形文化財に指定された。

### 戦時中の学校
太平洋戦争の激化により勤労動員が始まり、生徒らは1944年以降、周辺の工場や枚方陸軍工廠へと動員された。
校舎は戦時転用の対象となり、1944年10月には大阪放送局が、大阪市内馬場町の局舎が戦災で破壊された場合の代替として、校舎内に疎開している。また1944年12月には大阪陸軍造兵廠の機能が一部移転されている。
空襲の目標となることを避けるため、校舎には1945年4月から5月にかけて、黒タールで迷彩が施された。作業には当時の生徒も動員された。迷彩は戦後の1953年に消されたが、2005年の校舎改修までは、雨の日に黒い迷彩模様が表面に滲み出していた。

### 学制改革
学制改革に伴い、1947年に過渡的に併設中学校（新制中学校）が設置され、同年度2・3年の生徒を併設中学校に移行した。翌1948年には大阪府立四條畷高等学校となり、大阪府立寝屋川高等学校（旧制大阪府立寝屋川高等女学校）との生徒交流で男女共学となった。男女共学には当初、大阪市立高等学校（旧制大阪市立中学校）を含めた3校を交流の対象とする構想もあったが、結果的に四條畷・寝屋川2校の交流に落ち着いた。
併設中学校3年と高校1年の生徒について、京阪本線沿線在住者は寝屋川高等学校、国鉄片町線沿線在住者は四條畷高等学校に振り分ける形をとった。四條畷高等学校の男子生徒は1948年4月に寝屋川高等学校へと転出したが、寝屋川高等学校側では四條畷高校への転入対象となった女子生徒の数が少ないうえ、保護者から転入を不安視する声が挙がるなどして転入を見合わせた。1948年6月になり転入試験の形で女子生徒を一般募集した。1949年6月26日付で、寝屋川高等学校からの転入対象者と転入試験合格者をあわせた女子生徒が四條畷高等学校に転入し、男女共学が始まった。
また学制改革の際、母体となる旧制学校を持っていなかった新制中学校の校舎確保のため、GHQの意を受けた大阪府では、旧制中等学校校舎の15%を新制中学校に貸し出す方針を決めた。
これに伴い1947年4月28日、四條畷町立四條畷中学校（現在の四條畷市立四條畷中学校）に校舎の一部を貸し出し、2校同居する形になった。新制四條畷中学校は独立校舎が完成したために1948年5月14日に退去したが、4日後の1948年5月18日より北河内郡学校組合立讃良中学校（現在の大東市立四条中学校および大東市立住道中学校）へと校舎の一部を貸し出すことになり、2校が同居した。讃良中学校は1949年3月に退去している。

### 定時制
1948年10月に夜間定時制課程が発足した。普通科・商業科・家政科・農業科を募集する総合制高校を構想していたが、実際には志願者の関係などから普通科主体として発足した。
四條畷の本校内の夜間定時制課程（当時「中心校」と称した）のほか、1951年には交野町立裁縫専修学校（1902年創立）を事実上継承する形で、北河内郡交野町（現・交野市）に定時制交野分校を設置した。交野分校は交野町立交野小学校（現在は別の場所に移転）内に併設され、昼間定時制家庭科を設置していた。
交野分校はその後志願者が急増して校舎改築を求める声があがった。しかし同時期の枚方市での府立高校誘致運動の影響を受け、新高校・大阪府立枚方高等学校を設置して交野分校の教育実践を継承する形をとることにした。交野分校は1964年に枚方高等学校内に移転したのち、1966年に最後の卒業生を出して閉校した。交野分校の教育実践は枚方高等学校に設置された家政科で継承されたが、その後1975年に家政科は廃止されている。
夜間定時制課程は2000年代の大阪府立定時制高校統廃合計画の対象校となり、2005年以降の新入生募集を停止し、最後の卒業生を出した2008年3月限りで閉課程となっている。

### 交野町立裁縫専修学校
定時制交野分校（1951年設置、1966年廃止）の母体となった交野町立裁縫専修学校の沿革についても、本項でまとめて記述する。
学校の源流は、1898年に北河内郡交南高等小学校内に併設された裁縫専修科にさかのぼる。1902年には交南高等小学校より独立し、北河内郡交野村外四ヶ村学校組合立交南裁縫専修学校として開校した。校舎は交南高等小学校と共用した。1909年には北河内郡交野村外四ヶ村学校組合立女子手芸学校へ改称している。
1919年には交南高等小学校が廃校となり、交南尋常小学校（現・交野市立交野小学校）内に高等科を移管して北河内郡交南尋常高等小学校となった。これに伴い交南高等小学校と校舎を共用していた女子手芸学校についても交南尋常高等小学校内に移転し、同時に北河内郡交南尋常高等小学校附設裁縫学校へと改称した。
北河内郡交南尋常高等小学校附設交南裁縫学校（1929年）、公立交南裁縫女学校（1933年）への改称を経て、1935年には青年学校令を受けて農業補習学校などと統合し公立交南青年学校交野裁縫女学校へと改編された。
さらに交野町立交南青年学校交野裁縫学校（1939年）、交野町立交野高等実践女学校（1945年）への改編・改称を経て、1948年に交野町立裁縫専修学校となった。しかし1951年に廃校となり、校舎をそのまま定時制交野分校が引き継いだ。

### 年表
- 1901年7月6日 - 文部省告示により、大阪府立四條畷中学校の設置認可。
- 1903年
  - 4月16日 - 第1回入学式、生徒114人。
  - 6月4日 - 開校式（北河内郡甲可村、現在の校地。この日が創立記念日）。「至誠」「忠孝両全」を掲げた教育を始める。
- 1904年
  - 3月26日 - 寄宿舎「一貫寮」竣工。
  - 4月 - 大阪府立池田中学校が廃校となり、一部生徒が転入。
- 1936年 - 鉄筋コンクリートの新校舎（現・本館校舎）竣工。
- 1944年
  - 10月 - NHK大阪放送局が、大阪市内の放送局が破壊された場合の代替として本校に移転される。
  - 12月 - 大阪陸軍造兵廠の機能が一部校内に移転される。
- 1945年4月 - 大阪陸軍造兵廠により本館校舎に迷彩塗装が施される。
- 1948年
  - 4月 - 学制改革に伴い、大阪府立四條畷高等学校（条例上は「四条畷」表記）となる。大阪府立寝屋川高等女学校（大阪府立寝屋川高等学校）と職員・生徒の交流を行い、男女共学化。
  - 10月 - 定時制課程が設置される。
- 1949年 - いわゆる高校三原則に基づく総合制高校を念頭に、普通科内に商業科・家庭科を併設（1962年度まで）。
- 1951年 - 大阪府北河内郡交野町（現・交野市）に、大阪府立四条畷高等学校交野分校を設置（昼間定時制、女子4年制、家庭科）。
- 1958年7月 - 新グランド完成（隣接池を埋め立て）。
- 1964年 - 交野分校が大阪府立枚方高等学校に移転、発展的統合。
- 1966年 - 交野分校を閉校
- 1996年 - 制服を自由化、私服登校が許可される。新体育館竣工。
- 2000年 - 新理科棟（屋上にプール）竣工。
- 2002年 - 大阪府教育委員会よりエル・ハイスクール事業の指定を受ける（2003年度から2007年度までの5年間）。
- 2004年 - 条例上も正式に「大阪府立四條畷高等学校」の表記となる。
- 2005年
  - 定時制課程を募集停止。
  - 7月 - 校舎本館が文化庁登録文化財に登録される[2]。
- 2008年3月31日 - 定時制課程が閉課程となる。
- 2011年 - 文理学科募集開始、進学指導特色校（GLHS：グローバルリーダーズハイスクール）に指定[7]。
- 2012年 - 文部科学省よりスーパーサイエンスハイスクール（SSH）に指定[7]。
- 2018年 - 普通科を募集停止（文理学科に一本化）、文部科学省よりスーパーサイエンスハイスクール（SSH）第2期に指定[7]。
- 2023年 - 文部科学省よりスーパーサイエンスハイスクール（SSH）第3期に指定[7]。

## 著名な出身者
政治・行政
- 田邊朋之 - 元京都市市長
- 田宮高麿 - よど号ハイジャック事件、赤軍派軍事委員会議長
- 東修平 - 大阪府四條畷市長
- 宮本一孝 - 大阪府門真市長
- 宮本和宏 - 滋賀県守山市長
- 藤田文武 - 日本維新の会所属の衆議院議員

経済
- 坂下智保 - 富士ソフト社長
- 新堂友衛 - 大阪シティ信用金庫名誉会長
- 樋口俊夫 - ヒグチ産業創業者（「楠葉会」元会長）
- 平井弓子 - ハーゲンダッツジャパン社長

学芸
- 上林憲雄 - 経営学者
- 後藤正治 - ノンフィクション作家
- 島田洋一 - 国際政治学者
- 高畑耕治 - 詩人
- 谷口智則 - 絵本作家
- 服部匡志 - 眼科医
- 馬場信浩 - 作家
- 安岡正篤 - 陽明学者
- 小林慎和 - 教授、作家、起業家

芸能・文化
- 井田由美 - アナウンサー
- 石川優子 - シンガーソングライター
- 小西克哉 - ジャーナリスト
- 渋谷敦志 - フォトジャーナリスト
- 角淳一 - アナウンサー
- 豊永真琴 - ラジオパーソナリティ
- 松尾依里佳 - ヴァイオリニスト、タレント
- 松前公高 - キーボーディスト、作曲家
- 村井美樹 - 女優、鉄道好きタレント
- 吉水秀徳 - マンドリン音楽の作曲家・指導者
- 杉浦みずき - フリーアナウンサー
- 祷キララ - 女優
- 藤川心優 - 女優

スポーツ
- 神崎範之 - フィギュアスケート選手
- 宮地克実 - ラグビー選手・指導者、元ラグビー日本代表監督

## アクセス
- JR片町線（学研都市線）四条畷駅
- 京阪バス「国道中野」停留所